# Xyrias guineensis
Xyrias guineensis är en fiskart som först beskrevs av Blache, 1975.  Xyrias guineensis ingår i släktet Xyrias och familjen Ophichthidae. Inga underarter finns listade i Catalogue of Life.